# Resende (Paredes de Coura)
Resende ist ein Ort und eine ehemalige Gemeinde (Freguesia) im nordportugiesischen Kreis Paredes de Coura. Die Gemeinde hatte 518 Einwohner (Stand 30. Juni 2011).
Am 29. September 2013 wurden die Gemeinden Resende und Paredes de Coura zur neuen Gemeinde União das Freguesias de Paredes de Coura e Resende zusammengeschlossen.